# Fulles de bambú de Zoumalou
Les Fulles de bambú de Zoumalou (xinès simplificat: 走马楼简牍; xinès tradicional: 走馬樓簡牘; pinyin: zǒumǎlóu Jiǎndú), es refereixen a relíquies culturals que van ser desenterrades a Zoumalou, l'àrea central urbana de Changsha, Hunan, la Xina l'any 1996. La descoberta va ser una de les troballes arqueològiques més importants a la Xina durant la dècada de 1990. Tots els artefactes històrics de Zoumalou es mostren al Changsha Bamboo Slips Museum. L'important jaciment arqueològic de Mawangdui també es va trobar a Changsha.

## Història
Zoumalou (走马搂), es troba al sud-est, a l'encreuament d'Huangxing i Wuyi Road. A l'octubre de 1996, a l'indret de construcció d'Heiwat es van desenterrar més de 140,000 peces de bambú i fulles de fusta. Les relíquies històriques són fulles de bambú (竹简), fulles de fusta (木简), tauletas de fusta fulls (木 牍),fulles d'ordres (签 牌), i fulls de segell (封检); són documents que es van usar principalment per registrar l'administració i les condicions de la llei en el període Wu Oriental un estat dels Tres Regnes (220-280). A causa d'això, les fulles de fusta i bambú també es van nomenar fulles de bambú Zoumalou Wu (走马 楼 吴 简). La quantitat de fulles de bambú i fusta trobades representa la més gran que totes les descobertes fetes prèviament a la Xina. Aquest va ser la descoberta més important dels arxius històrics xinesos al segle xx, junt amb l'Escrit de l'os de l'oracle, els Manuscrits de Dunhuang i la sèrie de descobertes de fulles de bambú i de fusta al Nord-oest. El Changsha Bamboo Slips Museum es va establir el 2002. Des de la descoberta de les fulles el 1996 fins al final de la excavació el 2015, els arqueòlegs van passar 19 anys completant la disposició de les relíquies culturals.

## Altres descobertes
De 1996 a 2015, hi va haver d'altres tres descobertes similars a prop o al mateix Zoumalou. Al 2003, se'n van descobrir més de vint mil fulles de bambú [1] a Zoumalou. Aquests documents pertanyien al període d'Han Occidental (202 aC - 8 dC). Al 2004, es van descobrir 206 fulles de bambú, amb personatges a Dongpailou (东牌楼), que pertanyien al període Han de l'Est (25-220). El 22 de juny de 2010, es van trobar milers de fulles de bambú en un antic pou descobert en un indret de construcció al sud-est a la cruïlla dels carrers Wuyi i Zoumalou, on es troba l'estació Wuyi Square de la línia 2 del Metro. Es va determinar que les fulles de bambú pertanyien al període Han de l'Est.